# Mariana Bula Bula
Mariana Bula Bula, née le 9 avril 1996, est une joueuse congolaise (RDC) de basket-ball.

## Carrière
Elle est médaillée de bronze en basket-ball à trois aux Jeux africains de 2019.